# Jakob Ziegler (teolog)
Jakob Ziegler (Latin: Jacobus Zieglerus), född omkring 1470 i Landau an der Isar, död i augusti 1549 i Passau, var en tysk-humanistisk geograf, teolog och filolog som spelade en betydande roll under renässansens tidiga skede. Hans arbete kombinerade klassisk lärdom med religiösa studier, och han bidrog till kartografin genom att bland annat korrigera traditionella uppfattningar om antikens geografi.
Zieglers verk har haft stor betydelse för uppfattningen av skandinavisk geografi, avsnittet Schondia i hans verk Qvae intvs continentvr, var det första att korrekt porträttera den skandinaviska halvön orienterad i nord-sydlig riktning. Hans arbeten kom även att lägga grunden för andra kartografer som Gerardus Mercator och Sebastian Münster. 

## Biografi

### Uppväxt och akademisk karriär
Ziegler föddes omkring år 1470 i staden Landau an der Isar, Bayern i det dåvarande Tysk-romerska riket. Hans exakta födelsedatum har inte med exakthet kunnat säkerhetsställas. En del historiska verk har tilldelat honom födelseåret 1493, vilket ansetts orimligt då han redan var verksam författare så tidigt som år 1512.
Sina tidigaste studier ska Ziegler ha spenderat i staden Ingolstadt i Bayern. Som tidig humanist så förde han ett mycket kringflackande liv som tog honom till Mähren, Ungern, Italien och flertalet delar av Tyskland. Han undervisade en kort tid teologi i Wiens universitet, samtidigt som han han uppges ha tackat nej till en tjänst som professor i matematik i Ferrara.

### Religiös och politisk involvering
Ziegler översatte flera av picardernas skrifter från tjeckiska till latin och skrev strängt katolskt emot valdenserna. Under 1520-talet skrev Ziegler skarpa kritiker mot påvedömet och närmade sig först lutherska reformatorer, sedan reformerta kretsar i Strasbourg där han vistades 1531–1533. Hans konfliktsökande natur ledde till att många av hans verk hamnade på den katolska kyrkans index över förbjudna böcker. Trots initialt stöd för reformationen bröt han senare kontakten med protestantiska rörelser.
År 1527 ingick Ziegler i Georg von Frundsbergs följe när dennes landsknektar marscherade mot Rom under Roms skövling. Tidigare hade han även där uppträtt till Erasmus av Rotterdams försvar mot den spanske teologen Diego López de Zúñiga.

### Senare liv och död
Ziegler erbjöds även lärarbefattning i matematik vid universiteten i Padova och Venedig, men han valde i stället att återvända till Tyskland. Han bosatte sig först i Wien, sedan i Passau under biskop Wolfgang von Salms beskydd. Ziegler avled år 1549, men detaljer om hans sista år är fragmentariska på grund av att hans födelsestads arkiv förstördes efter flertalet erövringar.

## Schondia

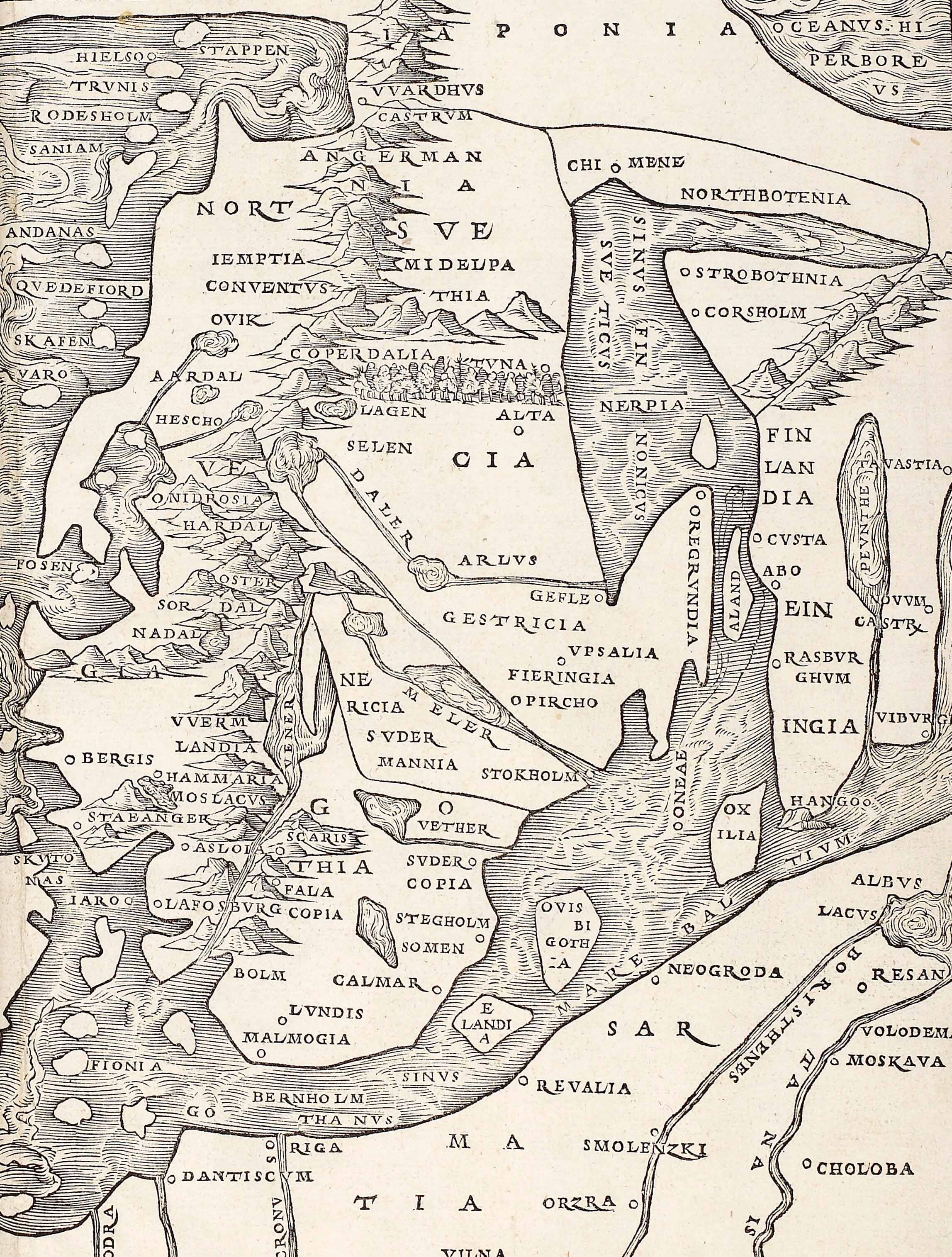
Jakob Zieglers kartografiska verk, Schondia, över Skandinavien år 1532.

Jakob Zieglers verk Qvae intvs continentvr... utgör en geografisk och historisk beskrivning av Mellanöstern och Skandinavien, publicerad 1532 i Strasbourg. Bokens avsnitt Schondia, författat på latin, behandlar geografi, historia och kultur i nordliga regioner som Grönland, Island, Shetlandsöarna, Färöarna, Norge, Sverige och Finland. Specifika områden som Lappland, Norrbotten, Österbotten och Götaland lyfts fram särskilt i delar av framställningen.

Verket karaktäriseras av sitt fokus på regioner som under 1500-talet var relativt okända inom europeisk akademisk kartografi. Ziegler ansåg det nödvändigt att komma i kontakt med personer med direkt kännedom om de skandinaviska områdena för att framhäva verkets trovärdighet. Under sin vistelse i Rom etablerade Ziegler kontakter med flera inflytelserika personer med expertis inom nordisk geografi och historia. Bland dessa fanns ärkebiskoparna Erik Valkendorf och Olav Engelbrektsson från Trondheim, den svenska ärkebiskopen Johannes Magnus samt den katolske prästen Peder Månsson.
| ”                                                                         | Under jag var i Rom, uppehöllo sig der stadigt 2:ne Biskopar från Trondhiem i Norge, den förste af dem Dansk.... Efter den sednares död kom Olavus, (Erkebiskop Olof Engelbrechtsson) som utnämnts till hans efterträdare, till Rom. Honom träffade jag tidt och ofta och mottog undervisning om Norge, så mycket han ensam kunde känna. Men Götaland och Svealand och Finland och det ofvan dessa till norra hafvet utsträckta Lappland, liksom den Grönländska halfön och ōn Thyle (Island) lärde jag känna af de högvördige Biskoparne Jöns (Joannes) Store (Magnus) från Upsala och Petrus i Westerås, begge Göther, då i Rom mina enskilde vänner, med hvilka jag samtalade på det förtroligaste. Upsaliensern hade förut skrifvit öfver Schondia och lemnat det till min granskning. | „ |
| – Jakob Ziegler (Översatt och citerad av Vilhelm Fredrik Palmblad), 1856. | |   |

Zieglers kartografiska avbildning av Skandinavien karakteriseras av en nordsydlig orientering, vilket markerar ett avsteg från samtidens vanligare östvästliga representationer. Denna geografiska tolkning anses delvis ha inspirerats av Johannes Magnus kunskap och arbete med verket Historia om alla göternas och svearnas konungar. Parallellt med detta arbetade i Rom även Johannes bror, Olaus Magnus, på Historia om de nordiska folken samt sin egen kartografiska framställning Carta marina, som publicerades 1539.  
Olaus Magnus karta visar en mer detaljerad geografisk precision när det gäller städers placering och topografiska drag, men uppvisar samtidigt vissa avvikelser. Dessa skillnader tillskrivs Zieglers tillämpning av matematiska beräkningsmetoder. Ziegler, som studerat Johannes Magnus arbete, noterade bristen på longitud- och latitudangivelser och införde själv dessa mätvärden. För att bestämma latituden använde han sig av inklinationsberäkningar, vilka baserades på skillnaden mellan årets längsta och kortaste dag vid en given plats. Han kombinerade detta med uppskattade avstånd mellan orter, vilka placerades utifrån en balans mellan avstånd och praktisk anpassning till verkliga vägsträckningar.
Zieglers kartografiska framställning av Norden kom att ha ett betydande inflytande på efterföljande kartografer, bland dessa går att nämna: Olaus Magnus, Gerardus Mercator och Sebastian Münster. Zieglers verk räknas till det allra första att avbilda den Finska viken samt Finland som en separat udde i stället för en obestämd landmassa.

## Uppsala universitet

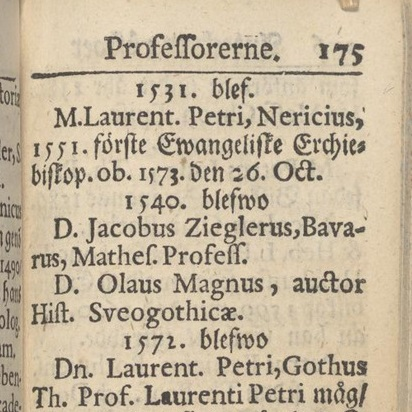
"Den 26. Oct. 1540. blefwo D. Jacobus Zieglerus, Bavarus, Mathes. Profess."- Johan Eenberg (1704)

Enligt Johannes Messenius verk Sveopentaprotopolis från 1611, i ett kapitel som huvudsakligen behandlar Birka, omnämns Jakob Ziegler kortfattat varit professor i matematik vid Uppsala universitet. Denna uppgift återges senare av historikern och universitetsläraren Johannes Shefferus i hans arbete Svecia literata (1680). Ytterligare bekräftelse kommer från Johan Eenbergs skrift från 1703, där han tillfogar att Zieglers verksamhet vid universitetet ska ha ägt rum år 1540.
Dessa källor har dock kritiserats av senare forskare. Johann Georg Schelhorn, tysk teolog och historiker, framhöll att, efter ett omfattande arbete att dokumentera Zieglers liv, inga tillförlitliga källor kunde bekräfta Zieglers svenska vistelse.
Historieprofessorn Eric Michael Fant föreslog 1789 att upphovet till mytbildningen kring Ziegler skulle spåras till Johann Heinrich Alsted i Alba Iulia i Rumänien, som menar att det antagits att ett omfattande verk som Schondia endast kunde skapas av Uppsala-professorer. Fant riktar även ytterligare tvivel mot uppgiften att Ziegler, som enligt historisk forskning bibehöll sin katolska tro trots vissa kontakter med den reformatoriska rörelsen, skulle ha erhållit en inbjudan från den protestantiske kungen Gustav Vasa att verka i Sverige.
På svensk sida noterade historikern Vilhelm Fredrik Palmblad 1856 att Ziegler möjligen, som lärare, kortvarigt undervisat i matematik ("siffrorna") i Uppsala under en period av utbildningsreformer, men betonade samtidigt universitetets begränsade verksamhet efter reformationen. Historikern Claes Annerstedt gick 1877 längre och hävdade att Messenius uppgifter troligen härrörde från danske historikern Arild Huitfeldt, med påståenden om "påhittade" professorer. Annerstedt erkände dock att Gustav Vasas utbildningsplaner för Uppsala kunde ge en historisk kontext.

## Publikationer
- Iacobi Zigleri ex Landau Bavarie contra Heresim Valdensium libri quinque ("Jacobi Ziegleri från Landau i Bayern mot valdensernas kätteri i fem böcker, 1512.)
- Collecta a Jacobo Zieglero Landauensi de bellis Venetis et Helveticis: oratio qualem habere potuerunt cives Syrmii, quando a. 1521 Turcha Belgradum cepit ("Samlad av Jacob Ziegler från Landau om de venetianska och schweiziska krigen: ett tal sådant som medborgarna i Sirmium kunde ha hållit när turkarna erövrade Belgrad år 1521")
- Libellus Iakobi Ziegleri Landavi Bavari adversus Iacobi Stunicae maledicentiam, pro Germania ("En liten bok av Jacob Ziegler från Landau, Bayern, mot förtal av Jacob Stunica, för Tyskland", 1523.)
- Radices stellarum fixarum ("Fixstjärnornas rötter", 1527.)
- Iacobi Ziegleri, Landavi, Bavari, In C. Plinii De Natvrali Historia Librvm Secvndvm Commentarivs... ("Jakob Zieglers, från Landau i Bayern, kommentar till den andra boken av Plinius den äldres Naturalis Historia...", 1531.)
- Quae intus continentur: Syria, ad Ptolomaici operis rationem. Praeterea Strabone, Plinio & Antonio auctoribus locupletata. Palestina ... Praeterea historia sacra ... Arabia Petraea, sive itinera filiorum Israel per desertum ... Aegyptus ... Schondia ... Holmiae ... historia ... ("Innehållet: Syrien, enligt Ptolemaios verk. Dessutom berikad med uppgifter från Strabon, Plinius och Antoninus. Palestina ... Därtill helig historia ... Arabien Petraea, eller Israels barns vandringar genom öknen ... Egypten ... Skandinavien ... Stockholm ... historia ...", 1532.)
- Terrae Sanctae, Quam Palaestinam Nominant, Syriae, Arabiae, Aegypti & Schondiae doctissima descriptio: una cum singulis tabulis earundem regionum topographicis ("En mycket lärd beskrivning av det Heliga Landet, kallat Palestina, samt av Syrien, Arabien, Egypten och Skandinavien, tillsammans med detaljerade kartor över dessa regioner", 1536.)
- Iacobi Ziegleri Landavi Conceptionum In Genesim mundi, & Exodum, Commentarii ("Jakob Zieglers från Landau kommentarer om världens skapelse i Genesis och Exodus", 1548.)
- In C. Plinii De Natvrali Historia Lib. Secvndvm Commenta: Qvibvs difficultates omnes Plinianae, Astronomicae praesertim explicantur ("Kommentarer till den andra boken av Plinius den äldres Naturalis Historia, i vilka alla Plinius’ svårigheter, särskilt de astronomiska, förklaras", 1550.)